# Kzylcader
Kzylcader is een geslacht van wantsen uit de familie van de Tingidae (Netwantsen). Het geslacht werd voor het eerst wetenschappelijk beschreven door Popov & Golub in 2019.

## Soorten
Het genus bevat de volgende soorten:

- Kzylcader angustatus Popov & Golub, 2019
- Kzylcader ovatus Popov & Golub, 2019
- Kzylcader rasnitsyni Golub & Popov, 2012
- Kzylcader shcherbakovi Popov & Golub, 2019
- Kzylcader strigosus Popov & Golub, 2019